# Röholmen
Röholmen är en ö i Finland. Den ligger i Skärgårdshavet och i kommunen Kimitoön i landskapet Egentliga Finland, i den sydvästra delen av landet. Ön ligger omkring 50 kilometer söder om Åbo och omkring 140 kilometer väster om Helsingfors.
Öns area är 3,8 hektar och dess största längd är 310 meter i nord-sydlig riktning.